# Тровање каустичним средствима
Тровање каустичним средствима је озбиљан медицински проблем, посебно код деце и самоубица, широм света са разноврсном клиничком презентацијом и тешким компликацијама, који настаје након уноса у организам гутањем јаких киселине и база. Оне доводе до сагоревања ткива горњих гастроинтестиналних путева, што понекад резултује перфорацијом једњака или желуца, и излива садржаја у грудну или трбушну шупљину. Симптоми могу укључивати повраћање, дисфагију и бол у устима, грудима или желуцу; касније се могу развити стриктуре (сужења). У дијагностици често је неопходна ендоскопија. Лечење је симптоматско — пражњење желуца, и санирање насталих каустичних опекотина. Примена активног угља је контраиндикована. Перфорација и сужења се лече хируршки.

## Епидемиологија
Према подацима Центра за контролу тровањa Сједињених Америчких Држава, од укупно 2,3 милиона случајева тровања каустичним средствима годишње, ингестије каустицима су заступљене код деце млађе од 5 година у 49% случајева, чешће код дечака (50—62%).
Најчешћи облик тровања у дечијем узрасту је акцидентални, док међу старијом децом и адолесцентима може бити и покушај суицида.
Код деце су 18—46% свих каустичних ингестија праћене оштећењем једњака. Удаљене компликације се односе на честе езофагусне стриктуре и повећан ризик од карцинома једњака.

## Етиологија
Узрочници тровања су средства за хигијену у домаћинствима, нарочито она за избељивање, затим шампони и регенератори за косу, детерџенти, средства за чишћење тоалета. Индустријски производи су обично концентрисанији од производа за домаћинство и стога могу нанети већу штету.
Алкалне супстанције, које су далеко чешћи узрок тровања од киселина, изазивају оштећење усана, усне дупље, ждрела и горњих дисајних путева, а најозбиљнија су на једњаку са могућом перфорацијом и смртним исходом.

## Патологија
Ингестија алкалија узрокује оштећење ткива:
- коликвационом (ликвефакционом) некрозом,[26]
- процесом сапонификације масти,
- денатурацијом протеина.

Најтеже последице овог тровања су на једњаку. Озбиљно оштећење настаје великом брзином на месту првог контакта са каустичним средством за само неколико минута а понекад и за 1 секунд (нпр 30% раствора натријум хидроксида).
Ингестија киселине узрокује оштећење ткива коагулационом некрозом, стварајући коагулум или крусту која штити ткиво од даље деструкције. Најчешће оштећен орган у ингестији киселине је желудац.

## Клиничка слика
Клиничка слика тровања каустичним средствима може бити асимптоматска али и са бројним видљивим опекотинама на лицу, уснама и орофарингсу. Присуство или одсуство ових лезија није у корелацији са степеном оштећења једњака и желуца.
Пацијенти са специфичним ларингеалним или епиглоточним едемом, имају симптома стридора, афоније, промуклости и диспнеје.
Од осталих симптома и знакова тровања могу се јавити:
- наузеја и повраћање,
- хематемеза,
- дисфагија и одинофагија,[34]
- абдоминални бол који ирадира у леђа,
- субстернални бол, који може бити знак перфорације једњака.[35][36]

## Дијагноза
Физикални преглед
Први корак у дијагностици је увид у респираторну функцију. Ако дисајни пут није слободан индикована је интубација директном визуализацијом. Тек након тога се врши детаљан клинички преглед и узимају подаци о догађају (идентификација агенса, време и количина ингестије).
Имиџинг
Радиографија плућа и трбуха треба да детектује слободан ваздух у медијастимуну (перфорација једњака) или испод дијафрагме (гастрична перфорација), као и потенцијални развој пнеумоније.
Лабораторијске анализе
Лабораторијским резултатима се процењује стање шока и ацидозе.
Ендоскопија
Кад је пацијент стабилан и pH ликвидног агенса добро познат, флексибилна ендоскопија унутар 12 часа након ингестији каустичног средства је метод избора за директну визуализацију насталих промена. Наиме будући да присуство или одсуство интраоралних опекотина не указује поуздано да ли су једњак и желудац тешко оштећени, пажљивим извођењем ендоскопија може се утврдити присуство и озбиљност опекотина једњака и желуца, посебно код када симптоми или анамнеза наговештавају нешто више од тривијалног гутања корозивних средстава. Зависно од дубине лезије и видљивих ендоскопских промена степен оштећења се обележава степенима. (види табелу).
| Степен оштећење | Ендоскопски налаз.                               |
| --------------- | ------------------------------------------------ |
| 0°              | Нормална мукоза                                  |
| 1°              | Едем и хиперемија мукозе                         |
| 2°              | Хеморагија, ерозије, беличасте мембране, ексудат |
| 3°              | Улцерација, некроза                              |

Након 48 часова од тровања корозивним средствима ендоскопија је строго контраиндикована због прогресивног оштећења истањењеног зида једњака, и великог ризика од перфорације. Код асимптоматских тровања или оних који су под сумњом да су се отровали саветује се опсервација пацијента у складу са налазом, при чему ендоскопија није обавезна дијагностичка процедура.

## Терапија
У терапији тровање каустичним средствима постоји више сличних протоколац усмерених на превенцију компликација.
Опште мере
- Орални унос хране и напитака се одмах прекида и замењује парентералним.
- Идукција повраћања, због додатних оштећења, је контраиндикована.
- Неутрализацију каустичног матерјала треба избегавати зато што може изазвати егзотермичко оштећење и погоршати постојеће.
- Назогастрична сонда може бити пласирана током ендоскопије за оштећања 2° и 3° како би се обезбедио одговарајући ентерални унос хране и течности.

Медикаментозна терапија
- Контрола бола је есенцијална, као и примена супресора гастричне секреција и антибиотика који помажу реепителизацију.[58]
- Примена кортикостероида је дискутабилна, али је доказано да смањују гранулације и стриктуре.[59][60][61][62][63][64]

Хируршка терапија
Након примене баријумска пасажа једњака 4 недеље после ингестије може се установити присуства стриктура, које захтевају пласирање графта (дебелог црева или јејунума), док се блаже решавају балон дилатацијом, нарочито код деце.
Стентирање силиконским стентом
Стентирање једњака силиконским стентом данас представља нову стратегију за избегавање вишеструких дилатација једњака због релапса стенозе. Силиконски стент побољшава покретљивост једњака, и примењује се у лечењу у стеноза једњака код педијатријских пацијената.

## Компликације
Перфорација једњака или желуца, једна је од најтежих компликација, која се лечи антибиотицима и хируршким захватима.
Сужење једњака може се видети већ након три недеље од уноса отрова. У 10% до 20% каустичних повреда, најчешће је локализовано на нивоу крикоидне хрскавице, у пределу аортичног лука, рачве трахеје на два бронха и хијатуса једњака, односно на местима анатомски сужавања једњака.
Сужење може довести до тешке дисфагије, при чему око 80% стриктуре изазива опструктивне симптоме два месеца након њиховог формирања.
Деца која гутају живу соду, 30% ће чешће развити опекотине једњака; од тога, 50% ће развити стриктуре.
Морбидне функционалне компликације укључују назофарингеални рефлукс, хипофарингеалну и ларингеалну стенозу и фиксацију језика.

## Прогноза
Смртност и морбидитет након тровање каустичним средствима јавља се у 20% случајева.
Повреде и стварање стриктура (сужења и ожиљака) предиспонирају карцином једњака, са процењеним повећањем ризика и фактором 1.000, који се наставља 10 до 25 година након повреде и захтева пажљиво праћење.